# Agathe Cagé
Agathe Cagé, née le 17 février 1984 à Metz (Moselle), est une haute fonctionnaire et politiste française.

## Biographie

### Famille et origines
Fille d'un père cadre et d'une mère au foyer, élevée à Marseille et partie poursuivre ses études à Paris, elle est la sœur cadette d'une cheffe d'entreprise et jumelle de l'économiste Julia Cagé.

### Formation et carrière universitaire
Elle est docteure en science politique de l'Université Paris-I-Panthéon-Sorbonne[Passage contradictoire (ou Panthéon-Assas?)], associée au Centre européen de sociologie et de science politique, diplômée de l'École normale supérieure d'Ulm et de l'École nationale d'administration.

### Carrière dans la haute fonction publique et l'entreprise, engagement politique et dans le débat public
Avec Julia Cagé, elle s'est engagée en faveur de Benoît Hamon pour l'élection présidentielle française de 2017, dont elle a été secrétaire générale de la campagne. Elle a été membre du cabinet de trois ministres de l'Éducation nationale, Benoît Hamon, Vincent Peillon et Najat Vallaud-Belkacem, à qui elle a conseillé la Réforme de l'enseignement au collège de 2015.
Elle préside actuellement l'agence de conseil en stratégie Compass Label, dont elle est cofondatrice. Elle coordonne également le laboratoire d'idées Cartes sur table.

### Principaux écrits et idées marquantes
Autrice en 2017 de la thèse Réceptions et usages par les professionnels de la politique des contributions des intellectuels en France au début des années 2000. L’hybridité des acteurs comme ressource politique, dirigée par Frédéric Sawicki, elle est remarquée en 2024 pour son essai Classes figées, qui relie à de nombreux enjeux socio-économiques ou écologiques le manque de mobilité sociale en France, et juge que focaliser l'analyse de la situation du pays sur l'importance des classes moyennes n'est plus pertinent,. 

## Publications
- Réceptions et usages par les professionnels de la politique des contributions des intellectuels en France au début des années 2000. L’hybridité des acteurs comme ressource politique, thèse dirigée par Frédéric Sawicki, 2017.
- Faire tomber les murs entre intellectuels et politiques, 2018.
- Respect, 2021.
- Lutter contre l'autocensure scolaire, une exigence démocratique, sociale, économique : Conjuguer ouverture sociale et excellence dans l'enseignement supérieur, 2021.
- Face à l'orchestre, 2022.
- Classes figées : comprendre la France empêchée, 2024.

### Collaborations
- Génération 2040, manifeste à l’attention des candidats à la Présidence de la République, 2016, coordination avec Grégoire Potton sur la base du travail du laboratoire d'idées Cartes sur table.
- Tout est possible – Entretien avec Agathe Cagé, 2022, Élizabeth Tchoungui.
- Changer le monde par les femmes – Entretien avec Agathe Cagé, 2022, Aude de Thuin.